# Nepenthales
Nepenthales conforma un orden de plantas fanerógamas. El nombre fue usado en el sistema Cronquist, desde 1981, para un orden de la subclase Dilleniidae.
Incluye a familias de plantas carnívoras.

## Familias
familia Droseraceae
familia Nepenthaceae
familia Sarraceniaceae